# Museu do Pão (Valladolid)
O Museu do Pão, em castelhano Museo del Pan, está situado em Mayorga, na província de Valhadolide, na comunidade autónoma de Castela e Leão, em Espanha.
Tem como objetivo divulgar um dos produtos mais tradicionais de Castela e Leão, o pão.  
É um museu activo, onde os visitantes podem elaborar pão. Ocupa 3000 metros quadrados de exposição.